# الجاشة (إب)

تعديل مصدري - تعديل

الجاشة هي إحدى قرى عزلة ميتم بمديرية إب التابعة لمحافظة إب، بلغ تعداد سكانها 859 نسمة حسب تعداد اليمن لعام 2004.